# 仮名暦
仮名暦（かなごよみ）とは、主に仮名文字を使って書かれた和暦のこと。陰陽寮で作成されて漢字を用いた具注暦に対して、民間で作成された。国字暦という表記を用いる場合もある。
当初は単に具注暦を仮名書きにして、その要点のみを記したと考えられているが、後には三島暦などのように独自の編暦を行う暦も現れた。『宇治拾遺物語』に仮名暦が登場するが、現存最古のものは鎌倉時代中期のものである。鎌倉時代末期には板本の仮名暦（摺暦）も現れた。
仮名暦には主に平仮名が用いられていたが、片仮名書きのものや簡易な漢字が混じったものもある。典型的なものは最初に暦序を置き、毎月の最初に1行を設けて、月名や大小を記載する。次に各日の欄があり、上中下の3段に分けられて上段に日付・干支・十二直を、中段に正節・中気などその他の記事を、下段に吉凶・簡単な暦注などを記した。具注暦は貴族にのみ配布されてその数も限定的であったのに対して、仮名暦は制約がなく、しかも仮名文字か簡易な漢字しか知らない庶民層でも読む事が可能であったために、広く民間に伝わった。日本の暦の普及に大きな影響を与えたのは仮名暦であった。後に京都でも陰陽寮の監修を受けた京暦が成立した。
ところが、貞享暦改暦後、全国の仮名暦は江戸幕府及び土御門家の監督下に置かれ、独自の編暦が禁じられた。ただし、薩摩藩の庇護を受けた薩摩暦だけがこの禁を逃れられたという。だが、1873年の太陽暦改暦によって具注暦ともどもその存立の基礎を失って消滅することになった。